# Tės gol

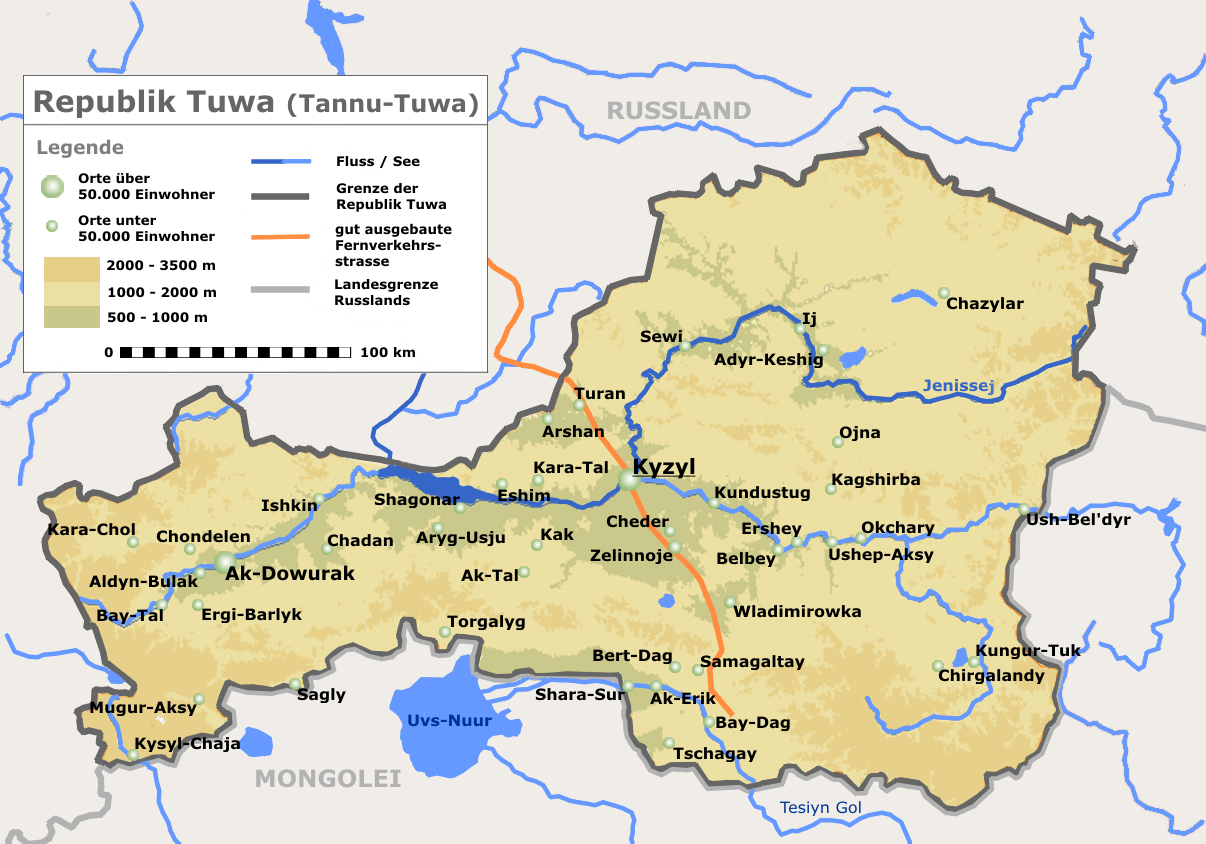
Nella mappa è visibile in basso il corso del fiume Tės che si getta nell'Uvs nuur

Il fiume Tės o Tėsijn gol (gol significa "fiume"; in mongolo: Тэс гол o Тэсийн гол; in tuvano Тес-Хем?, Tes-Chem) si trova nella Mongolia nord-occidentale e nella parte meridionale della repubblica di Tuva, in Russia.
Nasce nel distretto di Cagaan-Uul della provincia del Hôvsgôl dalla confluenza dei fiumi Dzalagijn gol (Дзалагийн гол) e Užigijn gol (Ужигийн гол); passa per i distretti settentrionali di Bajantės e Tės nella provincia del Zavhan, attraversa brevemente la repubblica di Tuva, per rientrare nuovamente in Mongolia, nell'Uvs, e gettarsi nell'Uvs nuur. Il fiume è lungo 568 km (secondo la fonte del registro idrico statale russo 757 km). Il suo maggior affluente è l'Ėrzin.